# Новеллино (Мазуччо)
«Новеллино» — сборник новелл Томмазо Гуардати, иначе Мазуччо. Опубликован в Неаполе в 1476 году.

## История
Сочинять новеллы, составившие сборник, Мазуччо, судя по некоторым посвящениям, предваряющим каждую историю, начал в 1450-х годах. Завершена книга была между декабрём 1474 года и 1476 годом. Книга состоит из пяти частей с прологами (пятьдесят новелл). Каждая из новелл посвящена конкретному человеку, как правило, адресаты либо представители аристократического общества, либо друзья автора, в любом случае, это люди, с которыми Мазуччо был знаком лично. Всю книгу автор посвятил своей покровительнице — Ипполите Марии Арагонской, герцогине Калабрийской.

## Содержание
Части сборника разделены по темам: первая повествует «о возмутительных поступках некоторых монахов», вторая — «о зле и позоре, причиняемых ревностью», третья — «о несовершенстве женского рода», четвёртая — «о слёзных и печальных предметах, а также о других приятных и весёлых» и пятая — «о великих щедротах, проявленных великими государями».
Мазуччо не следует новеллистическому канону Бокаччо: обрамлённой определённым сюжетом повести, где новеллы рассказываются и обсуждаются группой персонажей. В «Новеллино» на первый план выступает один повествователь — сам автор, и он же завершает рассказ небольшим морализующим послесловием — «мазуччо». Автор подчёркивает достоверность своих рассказов (лишь в первой части книги фигурируют сюжеты, заимствованные из фаблио и средневековых фарсов), большей частью же источники «Новеллино» — устные, более того — Мазуччо сознательно стилизовал новеллы под рассказы очевидцев.
Одним из героев пятнадцатой новеллы, по мнению комментаторов, является Родриго Борджа, будущий папа Александр VI. 
Тридцать третья новелла посвящена истории любви Мариотто и Ганоцца. Её сюжет использовал Луиджи да Порто в «Новонайденной истории двух благородных влюблённых» (ит. Historia nuovamente ritrovata di due nobili amanti), изданной в 1530 году. Эти произведения наряду с более поздней версией Маттео Банделло и переводом на английский Артура Брука являлись источником для написания Шекспиром пьесы «Ромео и Джульетта».
В сорок четвёртой новелле описано одно из любовных похождений Альфонса Калабрийского.

## Издания
В 1874 году в Неаполе вышло первое научное издание «Новеллино» (Il Novellino di Masuccio Salernitano, restituito alla sua antica lezione da Luidgi Settembrini), осуществлённое Луиджи Сеттембрини.
На русский язык сборник был переведён в 1931 с издания 1874 года С. С. Мокульским и М. М. Рындиным. В переводе были опущены все посвящения и послесловия «мазуччо» (за исключением пяти).